# 福田孝
福田 孝（ふくだ たかし、1916年（大正5年）12月25日 - 1998年（平成10年）8月19日）は、日本の技術者、実業家、経営者、フクダ電子創業者。

## 来歴
千葉県印旛郡大森町（現在の印西市）に生まれる。電機学校（現・東京電機大学）卒業後、大学で学んだ知識を医療に生かそうと、特に1930年代に登場した心電計に着目した。1939年（昭和14年）に独力で福田特殊医療電気製作所（現・フクダ電子）を創業。
当時の心電計は直流電池を電源に真空管3本と可動鉄片型ガルバー、ゼンマイ式モーターを使った簡単な構造の心電計で、オシログラフペーパーに記録し現像するという代物だった。
戦後、交流電源を使うようになったが、今度は雑音が激しく専門家が操作を手助けするような状況で、まだまだ臨床での利用にはほど遠かった。
何とか臨床に使えるようにしようと、医師や工学技術者、電機メーカーが加わって「心電計研究会」が発足し、福田もメンバーの一人となる。1950年（昭和25年）には福田エレクトロ製作株式会社（現・フクダ電子）に商号変更。社長に就任。
1951年（昭和26年）福田は、アメリカで作られた直記式心電計を基にして、国産初の「熱ペン直記式心電計」を作った。
医療現場で記録できる心電計で、今日の心電計の原型であり医学界から大きな注目を浴びた。以来、改良に改良を重ねてきたが、同時にそれは「心電計のフクダ電子」とうたわれた。
1971年（昭和46年）に紫綬褒章を受賞。また、心電計にとどまらず循環器領域の医療機器にも進出し、1973年（昭和48年）にはドイツのシーメンスとも提携をした。
1985年（昭和60年）フクダ電子代表取締役会長に就任。